# Teatro Kroll
Il Teatro Kroll (in tedesco Krolloper) fu un teatro d'opera di Berlino in Germania, ubicato nel centrale distretto di Tiergarten al confine occidentale di Königsplatz ("Piazza del Re", oggi Platz der Republik - "piazza della Repubblica"), di fronte al Palazzo del Reichstag. Venne costruito nel 1844 come luogo di intrattenimento del ristorante di Joseph Kroll. Durante la sua movimentata storia venne riqualificato come teatro d'opera nel 1851 e utilizzato da vari proprietari e direttori d'opera, operetta e dramma. Venne poi gestito dalle compagnie teatrali dello stato prussiano e fu sede del Reichstag (parlamento tedesco) del Terzo Reich dal 1933 fino al 1942. Gravemente danneggiato dai bombardamenti della seconda guerra mondiale e nella battaglia di Berlino, venne demolito nel 1951. Il 19 luglio 1940 il teatro fu utilizzato per ospitare la cerimonia nella quale Adolf Hitler promosse 12 generali al rango di Feldmaresciallo.

## 1842-1848 - Primi anni
La storia del teatro Kroll ebbe inizio nella capitale della Slesia, Breslavia, dove l'imprenditore Joseph Kroll (1797-1848) aveva aperto il "Kroll Winter Garden" nel 1837. Le autorità di Breslavia scelsero questa stimabile istituzione per intrattenere il nuovo re di Prussia, Federico Guglielmo IV quando visitò la città nel 1841. Il re rimase colpito dalle splendide sale, decorate con fiori, e suggerì che qualcosa di simile doveva essere realizzato a Berlino per farla diventare il centro sociale della nobiltà nella residenza prussiana.

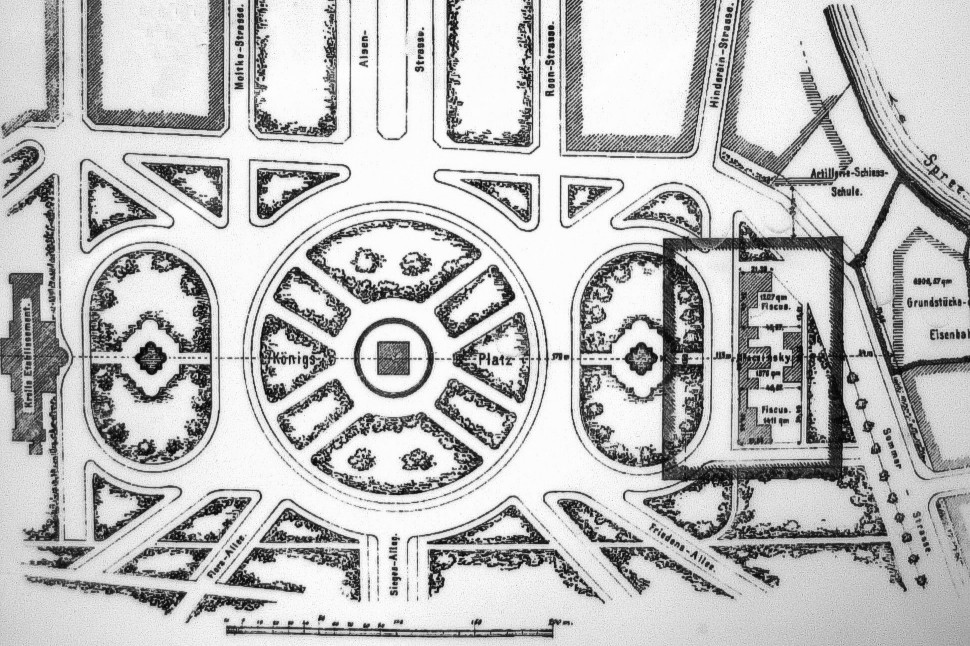
Mappa del 1879 della Königsplatz, con la Krolloper sulla sinistra e il sito del progettato nuovo Reichstag sulla destra.

Dopo una consultazione con il suo direttore dei giardini, Peter Joseph Lenné e altri membri del governo, il re presentò un ordine del gabinetto, il 19 agosto 1842, che prevedeva il cantiere sul lato ovest della piazza d'armi nel parco Großer Tiergarten alle seguenti condizioni: Kroll poteva utilizzare la proprietà a titolo gratuito, ma avrebbe dovuto restituire la terra e demolire qualsiasi struttura che avesse costruito se il progetto non fosse riuscito. La piazza d'armi, che era rimasta tale dal 1730, era al di fuori della città, appena a nord-ovest della Porta di Brandeburgo. Era da tempo degenerata in un campo di sabbia, ed i berlinesi la chiamavano ironicamente il "Sahara". Ogni passo sul terreno sabbioso creava una nuvola di polvere sulla piazza. Quando pioveva, il suolo si trasformava in una massa di fango. Eppure, Kroll si fece convincere dal fatto che il verde del parco Tiergarten si trovava appena al di là della proprietà.
Il progetto del nuovo edificio proveniva dall'architetto di corte Ludwig Persius, una buona indicazione sul significato che il progetto aveva per Federico Guglielmo IV, associato a Carl Ferdinand Langhans e Eduard Knoblauch. Dopo un periodo di costruzione di soli dieci mesi, l'impresa di Kroll aprì al pubblico il 15 febbraio 1844. Quaranta camerieri servivano fino a cinquemila ospiti nelle tre sale (la sala principale, indicata anche come la Sala del Re, e due sale più piccole), tredici salette per almeno tredici persone ciascuna e quattordici locali (per i piccoli gruppi). Sessanta musicisti fornivano l'intrattenimento. Il "Tunnel" era una particolare attrazione lodata come una novità per Berlino - una sala dove si poteva fumare! Una innovazione tecnica era l'illuminazione a gas di nuova implementazione, che "consisteva in 400 fiammelle".
Durante il primo anno Kroll ottenne risultati soddisfacenti. Le principali attrazioni erano le grandi mostre, concerti e balli, che si svolgevano intorno a ricche scenografie, attirando anche il "re del valzer" Johann Strauss II e la sua orchestra, che fu ospite di Kroll nel 1845. Eppure, nonostante la sua unicità in Germania, come rilevato dalla critica, l'impresa divenne sempre più difficile da sostenere. Il 15 aprile del 1848, sul letto di morte, Kroll si rammaricò che il suo re aveva fatto solo una volta colazione con lui.

## 1848-1894 - Tra il successo e la bancarotta
A succedere a Joseph Kroll fu la sua figlia maggiore, Auguste. Il “National People’s Garden” venne aperto a maggio 1848 come parte di un ampliamento. Vennero offerte grandi attrazioni, prima in giardino e poi nella sala grande, come ad esempio spettacoli con gli animali selvatici con domatori di leoni e una grande fiera nel 1849. Nel 1850 Auguste Kroll istituì un teatro estivo permanente con spettacoli all'aperto di opere e altri eventi. Qui, tra gli altri, il protetto di Auguste, Albert Lortzing, diresse le sue opere Undine, Der Waffenschmied (L'armaiolo) e Zar und Zimmermann.

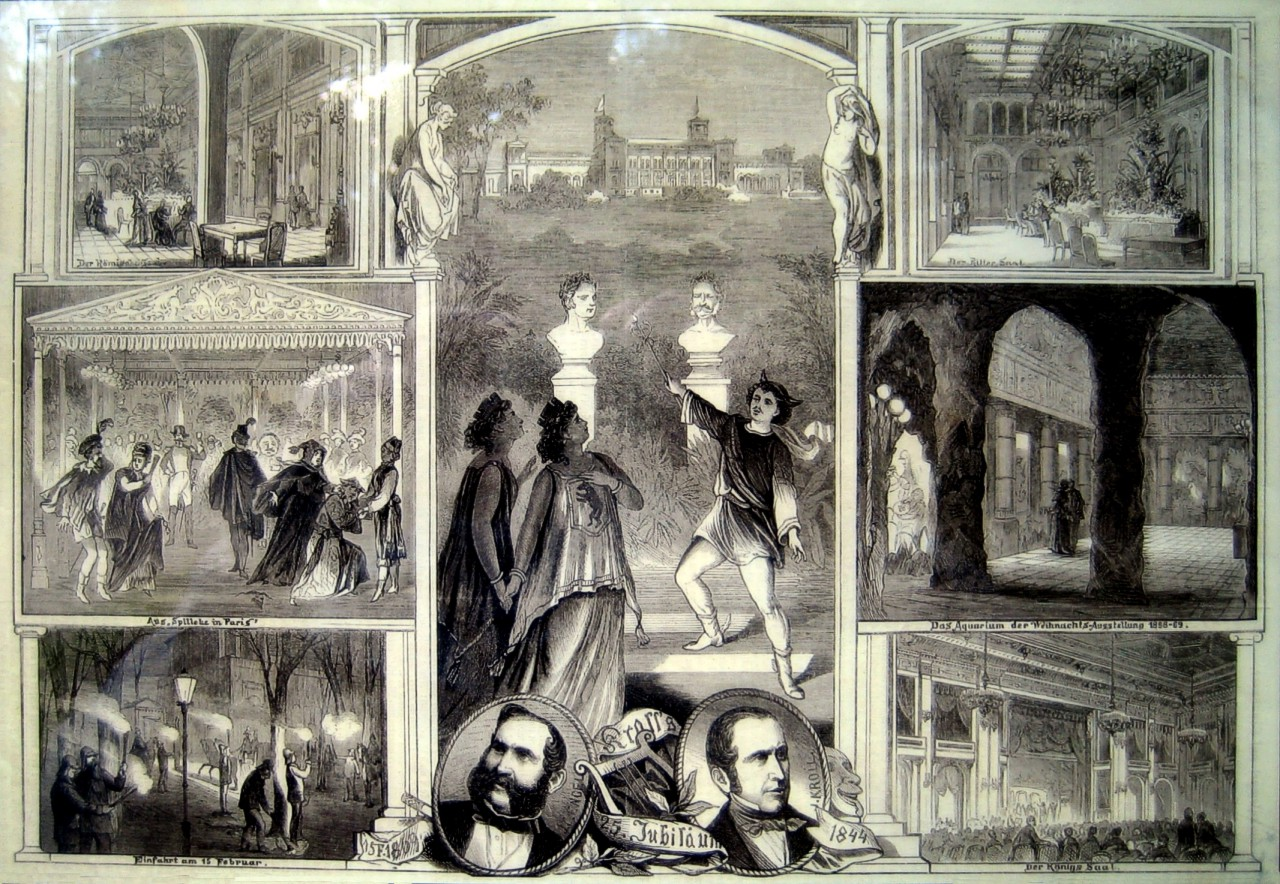
Locandina per la celebrazione dei 25 anni, 1869

Il nuovo Teatro e la Compagnia d'opera interruppero improvvisamente gli spettacoli il 1º febbraio 1851, quando le tende vennero accidentalmente date alle fiamme, mentre venivano accese le lampade a gas. Ma Auguste Kroll non si lasciò abbattere; incassò l'indennizzo dall'assicurazione e il 24 febbraio 1852 il teatro riaprì in un edificio completamente nuovo. Circa un anno dopo, Auguste sposò il suo direttore d'orchestra, il violinista ungherese e uomo d'affari Jakob Engel. Ampliarono con successo la "Kroll Opera Pool" e misero in scena molte nuove opere comiche, ma anche drammi musicali di lunga durata di Richard Wagner. Ma la coppia non poté evitare che l'azienda chiudesse le porte il 1º aprile 1855. Nonostante tutti gli sforzi, i guadagni erano di gran lunga al di sotto dei costi.
Uno dei creditori, l'imprenditore Heinrich Bergmann, rilevò l'attività e portò grandi nomi come Jacques Offenbach per una delle sue prime apparizioni a Berlino. Nel 1862 tuttavia, il "Kroll" venne nuovamente messo all'asta, consentendo a Jakob Engel di comprarlo di nuovo. Anche se l'azienda era ancora appesantita dai debiti, Engel era raggiante di ottimismo e tentò di portare i berlinesi di nuovo in massa nel suo teatro, con un programma variegato - anche se solo con discreto successo. La situazione peggiorò nel 1869, quando l'attuazione della libertà economica in Prussia portò ad un boom nella realizzazione di nuovi parchi di divertimento in tutta Berlino.
I tentativi di Engel di cercare di vendere fallirono a causa delle tasse e del mutuo che aveva appesantito l'impresa. Inoltre, l'ex piazza d'armi era stata ristrutturata e denominata Königsplatz ("Piazza del Re"). Entro il 18 dicembre del 1864 i giardini vennero rifatti e vennero creati progetti per una serie di monumenti atti ad onorare le vittorie prussiane del 1864-1871. Dopo la guerra franco-prussiana venne solennemente inaugurata la Colonna della Vittoria nel centro della piazza, il 2 settembre 1873, mentre allo stesso tempo una lunga discussione ebbe luogo al Reichstag sull'opportunità di abbattere il teatro Kroll e costruire un nuovo edificio parlamentare al suo posto. Nel 1876 la proposta venne respinta e Jakob Engel fu in grado di procedere alla modernizzazione e al miglioramento del suo teatro. Nel 1885 - per la prima volta a Berlino - la vecchia illuminazione a gas venne sostituita dall'illuminazione elettrica del sistema "Edison". Due anni più tardi, Engel fu in grado di garantirsi un prolungamento del contratto per altri quarant'anni, ma esaurì il tempo per attuare i suoi piani. Morì inaspettatamente a seguito di un ictus il 28 giugno 1888. Suo figlio cercò di continuare il suo lavoro, ma la "mancanza di interesse da parte del pubblico di Berlino" per la presentazione artistica del palcoscenico Kroll lo costrinse a vendere nel 1894.

## 1895-1931 - Opera di stato
Poco dopo l'edificio fu acquistato dalla prussiana compagnia teatrale reale Königliche Schauspiele e il teatro Kroll venne ricostruito come Neues Königliches Operntheater, un secondo teatro accanto alla Staatsoper Unter den Linden. Vennero eseguite opere di giovani compositori come Igor Stravinsky e Gustav Mahler, ma anche concerti popolari di Enrico Caruso e operette come Die Fledermaus. Poiché l'opera Unter den Linden non rispondeva alle aspettative dell'imperatore Guglielmo II, vennero sviluppati dei progetti per una nuova sala d'opera presso il sito del Krolloper e la demolizione era già iniziata nel 1914, quando scoppiò la prima guerra mondiale bloccando i lavori di costruzione.

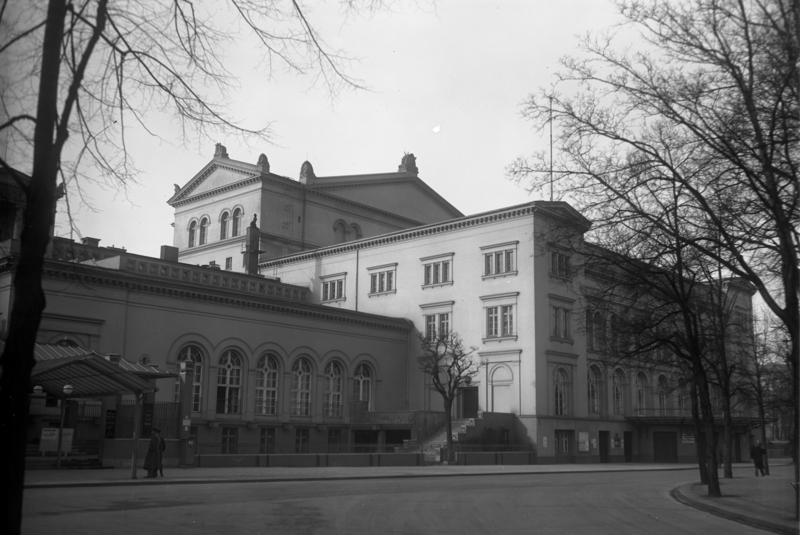
L'opera nel 1930

Dopo la guerra le autorità dello Stato Libero di Prussia furono in grado di finanziare la ricostruzione, che venne realizzata dalla compagnia teatrale Volksbühne secondo i piani di una Volksoper (Opera del popolo) progettata da Oskar Kaufmann. Tuttavia emerse che la società Volksbühne si era sovraesposta e il completamento della ristrutturazione doveva essere garantito da fondi pubblici. Il 1º gennaio 1924 il teatro venne riaperto come Oper am Königsplatz, la seconda sede della Berlin State Opera, con Erich Kleiber a dirigere l'opera di Wagner Die Meistersinger von Nürnberg. in assonanza con la piazza, il teatro venne ribattezzato Staatsoper am Platz der Republik nel 1926, ma per i berlinesi rimase la Krolloper.
Nel 1927 la Krolloper venne nuovamente staccata dalla Staatsoper Unter den Linder e creata come azienda d'opera separata con Otto Klemperer come suo direttore stabile. Riaprì il 19 novembre con Fidelio di Ludwig van Beethoven. Durante il mandato di Klemperer il teatro vide prime mondiali come Neues vom Tage (Notizie del giorno) di Paul Hindemith nel 1929 e Begleitmusik zu einer Lichtspielszene di Arnold Schönberg nel 1930. Lavorò con direttori di fama internazionale come Alexander von Zemlinsky e registi come Gustaf Gründgens, Caspar Neher, László Moholy-Nagy, Teo Otto, Oskar Schlemmer e Giorgio de Chirico come scenografo. L'intero cast di canto venne posto nelle mani del maestro Federico Husler.
In un'intervista alla radio tedesca Hüsler parlò dell'atmosfera speciale che esisteva nel teatro dell'opera durante questo periodo. Egli citò alcuni dei cantanti che erano impegnati al momento: "Jarmilla Novotna, che poi andò a New York al Metropolitan Opera o Kaethe Haidersbach diventata molto famosa nel ruolo di Evchen ne I maestri cantori di Norimberga a Bayreuth o Maria Schult-Stormburg e Moie Vorbach, due personalità molto distinte, provenienti dal teatro Unter den Linden. Anche Iso Golland, il russo "divenne un maestro di canto di tutto rispetto". Egli descrisse la generosità che esisteva tra i cantanti: "Il loro cameratismo è straordinario. Non sorsero intrighi. Mi ricordo che prima delle prove dello spettacolo "Die Verkaufte Braut" tre "Brides" erano sedute nella mia stanza, Novotna, Haidersbach e Zaezilie Reich. Le ricordo discutere, assolutamente disinteressate su chi di loro dovesse cantare. Haidersbach disse alla Novotna che era l'originale ceca. La Novotna disse che la Haidersbach aveva la voce lirica più adatta, mentre lei stessa era un soprano di coloratura e la Reich poi propose un argomento (contro se stessa) e a beneficio di tutto il gruppo. Dove si potrebbe trovare una cosa del genere?"
Gli spettacoli di Klemperer e la loro moderna messa in scena erano in anticipo sui tempi e sollevarono l'opposizione degli ambienti conservatori. Nell'atmosfera politica altamente carica, durante la fine dei giorni della Repubblica di Weimar, la pressione dell'opinione pubblica fece rendere conto, all'amministratore generale dei teatri statali di Prussia Heinz Tietjen, che non poteva permettersi il finanziamento di tre teatri d'opera a Berlino. Nonostante le proteste di Klemperer, la Krolloper venne chiusa il 3 luglio 1931, con l'ultima rappresentazione dell'opera di Mozart Le nozze di Figaro.

## 1933-1951 - Sede del Parlamento tedesco e distruzione

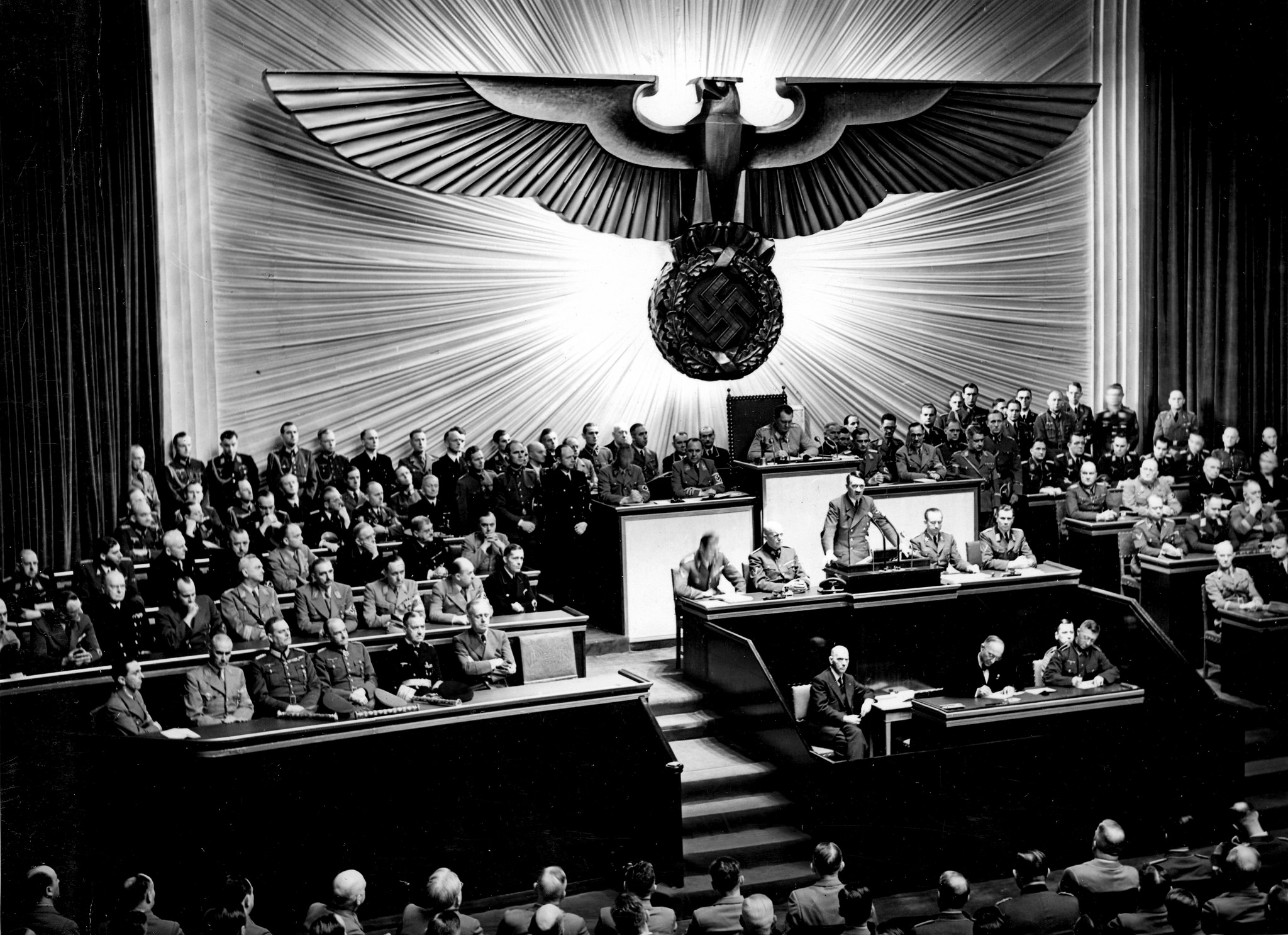
Dichiarazione di guerra di Adolf Hitler contro gli Stati Uniti d'America di fronte ai delegati del Reichstag l'11 dicembre 1941

L'edificio rimase vuoto per quasi due anni, fino a quando un incendio, il 27 febbraio 1933, non danneggiò gravemente l'edificio del Reichstag che si trovava di fronte. Dopo le elezioni federali tedesche del 1933, la Krolloper divenne sede del Reichstag. Venne scelta sia per la sua posizione che per la capienza. Il 23 marzo 1933, la maggioranza dei delegati al Reichstag, nel teatro Kroll, tolsero il potere a se stessi approvando il "Decreto dei pieni poteri" che dava ad Adolf Hitler autorità virtualmente illimitata. In quel momento i deputati eletti del Partito Comunista e molti socialdemocratici erano già in clandestinità o arrestati. Dopo le elezioni del 12 novembre 1933 i nazionalsocialisti ottennero tutti i seggi.
La sala principale della Krolloper venne utilizzata per le sedute del Reichstag dal 1933 al 1942 e fu qui, il 30 gennaio 1939, che Hitler disse: "Se l'ebraismo della finanza internazionale, dentro e fuori l'Europa, dovesse riuscire a far precipitare le nazioni in una guerra mondiale, allora il risultato non sarà la bolscevizzazione della terra, e quindi la vittoria dell'ebraismo, ma l'annientamento della razza ebraica in Europa". Sempre al teatro Kroll il 1º settembre 1939 Hitler tenne un discorso in una sessione straordinaria del Reichstag, che servì come dichiarazione pubblica di guerra contro la Polonia e che diede inizio alla seconda guerra mondiale.

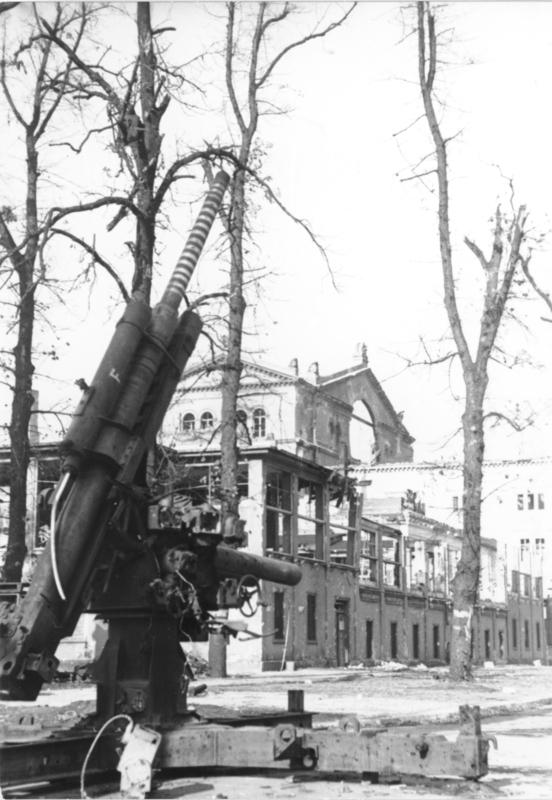
Rovine del teatro Kroll con un cannone antiaereo Flak 88mm in primo piano, maggio 1945

I grandiosi progetti della Welthauptstadt Germania, preparati da Albert Speer per Hitler, comprendevano la demolizione del teatro Kroll e la sua sostituzione con un sontuoso "Palazzo del Führer", sul lato occidentale della "Großer Platz", con una superficie di circa 350.000 metri quadrati. Lo scoppio della guerra e la sconfitta della Germania impedirono l'attuazione del progetto.
L'ultima sessione del Reichstag si tenne nel teatro Kroll il 26 aprile 1942: in essa venne votato un decreto che proclamava Hitler "Giudice supremo del popolo tedesco" e gli consentiva di ignorare il potere giudiziario e l'amministrazione in tutte le questioni. In questi ultimi giorni l'edificio fu, ancora una volta, luogo di rappresentazione di diversi spettacoli dell'Opera di stato di Berlino, dopo che il teatro Unter den Linden era stato danneggiato dai bombardamenti aerei. Tuttavia, la Krolloper stessa venne devastata da un attacco della RAF, il 22 novembre 1943. Venne poi ulteriormente devastata negli ultimi giorni della seconda guerra mondiale, quando le forze dell'Armata Rossa presero d'assalto il Reichstag.
Tuttavia, già nell'estate del 1945 venne riaperto un ristorante nei giardini del teatro Kroll, rimanendo aperto anche dopo che l'edificio venne demolito nel 1951. Il Kroll-Garten chiuse definitivamente nel 1956 e un anno dopo le ultime autorizzazioni vennero revocate. Oggi il sito è un grande prato a sud del Bundeskanzleramt, dal 2007 contrassegnato da una lapide commemorativa.